# Sawah Gede
Sawah Gede is een bestuurslaag in het regentschap Cianjur van de provincie West-Java, Indonesië. Sawah Gede telt 13.782 inwoners (volkstelling 2010).